# Guido Cacialli
Guido Cacialli (Firenze, 1874 – Kensington, Sidney, 2 marzo 1932) è stato un basso italiano e maestro di canto.

## Biografia

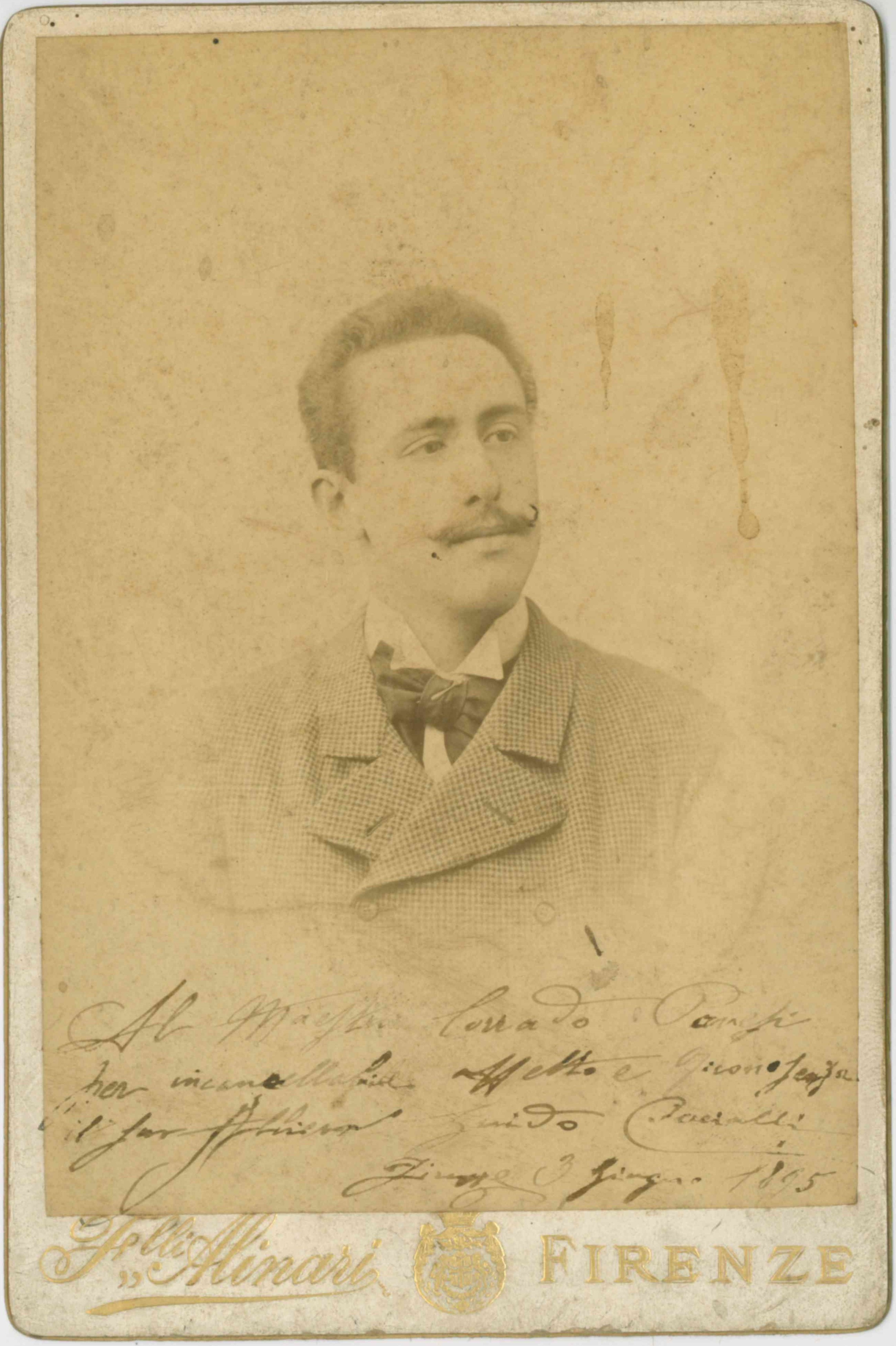
Ritratto di Guido Cacialli dei Fratelli Alinari

Nato a Firenze nel 1874, ebbe per maestro di canto Corrado Pavesi Negri. Cacialli debuttò probabilmente intorno al 1894 al Teatro Nuovo di Firenze ne Le Allegre Comari di Windsor di Carl Otto Nicolai. I primi successi arrivarono nel carnevale del 1898 quando partecipò alla stagione lirica del Teatro della Pergola di Firenze nella Luisa Miller di Giuseppe Verdi e al Politeama Rossetti di Trieste dove ogni sera bissava l'aria "Vecchia zimarra" de La bohème di G. Puccini.
Nel 1906 interpretò il ruolo baritonale di Sallustio nel Ruy Blas al Pacini di Viareggio. Nel 1919 mostrò di nuovo il suo talento di baritono al Princess di Melbourne, dove fu Tonio nei Pagliacci di R. Leoncavallo.
Fu interprete con Catullo Maestri, Mimo Zuffo, Emilia Ferran, Maria Grisi e Andreina Beinat della prima Walkiria di Wagner a Firenze, sotto la direzione di Giovanni Zuccani nel 1913
Cacialli era sposato con la mezzosoprano Telene Tomei (?-1931), che ebbe una discreta carriera prima di seguirlo in viaggio al seguito della compagnia Gonzales Opera Company con la quale arrivarono fino in Australia. Durante il viaggio attraverso l'Oriente, Guido Cacialli fu in grado di sostenere da solo tutti i ruoli di rilievo.
Una volta a Sydney, Cacialli si affermò anche come maestro di canto, aprendo una scuola e insegnando al conservatorio locale.
Fascista, fu tra i primi ad iscriversi al Fascio di Sydney, città dove rimase fino alla morte, sopraggiunta nel 1932.
Durante la sua carriera cantò con Amedeo Bassi, Catullo Maestri, Nellie Melba, Riccardo Stracciari.

## Repertorio
| Ruolo           | Titolo                         | Autore      |
| --------------- | ------------------------------ | ----------- |
|                 | Le allegre comari di windsor   | Nicolai     |
| Ferrando        | Il Trovatore                   | Verdi       |
| Sparafucile     | Rigoletto                      | Verdi       |
| Cacico          | Guarany                        | Gomes       |
| Guritano        | Ruy Blas                       | Marchetti   |
| Oroveso         | Norma                          | Bellini     |
| Raimondo        | Lucia di Lammermoor            | Donizetti   |
| Colline         | Bohème                         | Puccini     |
| Padre Guardiano | Forza del destino              | Verdi       |
| Giacomo         | Fra Diavolo                    | Auber       |
| Giorgio         | Puritani                       | Bellini     |
| Ramfis          | Aida                           | Verdi       |
| Don Diego       | Africana                       | Meyerbeer   |
| Conte           | Manon                          | Massenet    |
| Don Basilio     | Barbiere di Siviglia           | Rossini     |
| Baldassarre     | Favorita                       | Donizetti   |
| Rodolfo         | Sonnambula                     | Bellini     |
| Alidoro         | Cenerentola                    | Rossini     |
| Mefistofele     | Faust                          | Gounod      |
| Lotario         | Mignon                         | Thomas      |
| Prefetto        | Linda di Chamonix              | Donizetti   |
| Angelotti       | Tosca                          | Puccini     |
| Cirillo         | Fedora                         | Giordano    |
| Abilemecco      | Sansone e Dalida               | Saint-Saëns |
| Geronte         | Manon Lescaut                  | Puccini     |
| Pagano          | I Lombardi alla Prima Crociata | Verdi       |
| Silva           | Ernani                         | Verdi       |
| Alvise          | Gioconda                       | Ponchielli  |
| Samuel          | Un Ballo in Maschera           | Verdi       |
| Zuniga          | Carmen                         | Bizet       |
| Saint-Bris      | Ugonotti                       | Meyerbeer   |
| Podestà         | Werther                        | Massenet    |
| Principe        | Adriana Lecouvreur             | Cilea       |
| Araldo          | Lohengrin                      | Wagner      |
| Montano         | Otello                         | Verdi       |
| Bonzo           | Madama Butterfly               | Puccini     |
| Marchese Lareni | Vilfrido                       | Vallini     |
| Margravio       | Loreley                        | Catalani    |
| Hunding         | La Valchiria                   | Wagner      |
| Callistene      | Poliuto                        | Donizetti   |
| Don Pasquale    | Don Pasquale                   | Donizetti   |
| Dulcamara       | Elisir d'amore                 | Donizetti   |
| Tonio           | Pagliacci                      | Leoncavallo |

## Discografia

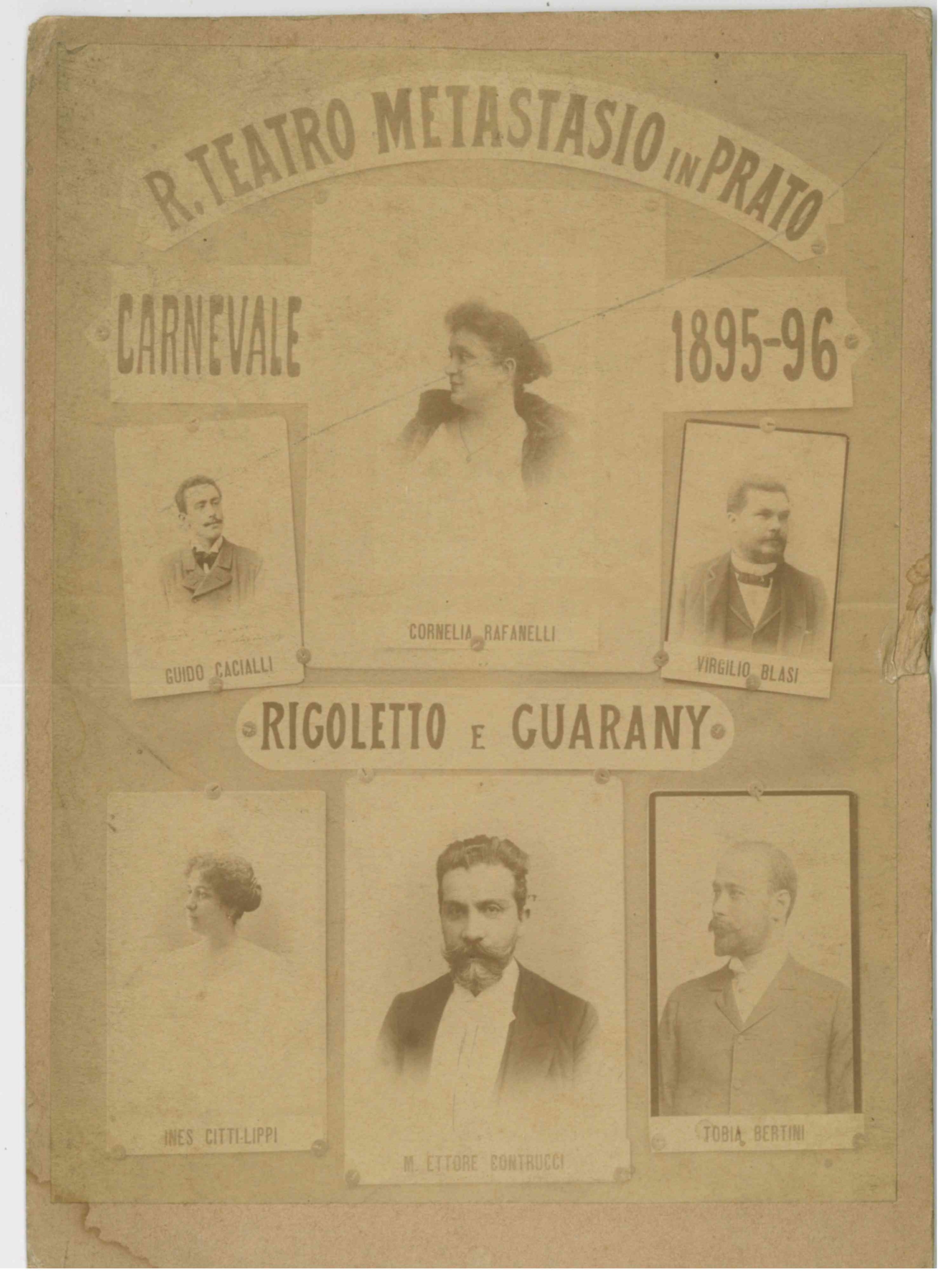
Locandina di Rigoletto e Guarany al Teatro Metastasio in occasione del Carnevale di Firenze 1895-1896

Beka-Era Records:
| 42154 | Don Carlo: Grande aria di Filippo      | circa 1905 |
| 42155 | Salvator Rosa: Di sposo di padre       |            |
| 42160 | Faust: Serenata                        |            |
| 42163 | Lucrezia Borgia: Vieni la mia vendetta |            |
| 42164 | Baust: Dio dell'or                     |            |
| 42176 | Barbiere di Siviglia: La calunnia      |            |
| 42177 | Ernani: Infelice e tuo credevi         |            |
| 42181 | Robert Schumann: Non piango no!        |            |
|       | Corrado Pavesi Negri: Oh mia bambina   | circa 1905 |